# Liste von Sakralbauten im Landkreis Würzburg
Die Liste von Sakralbauten im Landkreis Würzburg listet Kirchen, Kapellen und sonstige Sakralbauten im unterfränkischen Landkreis Würzburg auf.

## Liste
| Abbildung | Inneres | Name                                         | Konfession             | Gemeinde / Ortsteil                    | Bauzeit           | Baustil / Bemerkungen |
| --------- | ------- | -------------------------------------------- | ---------------------- | -------------------------------------- | ----------------- | --- |
|           |         | Evangelische Kirche                          | ev.-luth.              | Altertheim Oberaltertheim              | 1828              | Saalbau mit Satteldach, dreigeschossigem Chorturm und Sakristeianbau, klassizistisch, 1828 |
|           |         | Martinskirche                                | ev.-luth.              | Altertheim Unteraltertheim             | 1751              | Langhaus mit Satteldach 1751, Chorturm wohl älter, mit welscher Haube |
|           |         | Stadtpfarrkirche Mariä Himmelfahrt           | röm.-kath.             | Aub                                    | 1615 1275–80      | Dreischiffige Hallenkirche mit westlichem Vorbau, eingezogenem Chor und Chorflankenturm mit Pyramidendach, der Westbau um 1275–1280, das Übrige 1615, Langhaus zunächst 1752 einschiffig umgestaltet, nach Kriegszerstörung 1951 als dreischiffige Halle erneuert |
|           |         | Dreifaltigkeitskirche                        | ev.-luth.              | Aub                                    | 1922–26           | Chorturmkirche, Saalbau mit eingezogenem Chor und nördlichem Chorturm mit Zwiebelhaube, barockisierend, von Otto Schulz, 1922–26 |
|           |         | Spitalkirche Hl. Geist                       | röm.-kath.             | Aub                                    | 1595–1604         | Saalbau mit eingezogenem Chor und Dachreiter, Chor im Kern mittelalterlich, tiefgreifender Langhaus Um- bzw. Neubau unter Julius Echter, um 1595–1604, erneuter Umbau 1862–1864 |
|           |         | St. Georg                                    | röm.-kath.             | Aub Baldersheim                        | 1606–09           | Chorturmkirche, Saalbau mit eingezogenem Chor und Chorturm mit Spitzhelm, 1609–16, Turm bezeichnet „1609“, Langhausumgestaltung, 1901 |
|           |         | St. Laurentius                               | röm.-kath.             | Aub Baldersheim                        | 18. Jh.           | Einfacher Saalbau mit Satteldach und Dachreiter, Neubau des 18. Jahrhunderts unter Verwendung von Bauteilen des spätgotischen Vorgängerbaus des 14. Jahrhunderts |
|           |         | St. Andreas                                  | röm.-kath.             | Aub Burgerroth                         | 1824              | Saalbau mit Satteldach und Ostturm mit Glockendach, klassizistisch, 1824 |
|           |         | St. Kunigunde                                | röm.-kath.             | Aub Burgerroth                         | 1200              | Kleiner Saalbau mit eingezogenem Chor und Erkerapsis, sowie Dachreiter, romanische Anlage, um 1200 |
|           |         | St. Bartholomäus                             | röm.-kath.             | Bergtheim                              | 1963 1604         | Kirchturm, ehemaliger Chorturm der 1963 in weiten Teilen erneuerten kath. Pfarrkirche St. Bartholomäus, Massivbau über quadratischem Grundriss mit Spitzhelm, Untergeschoss mittelalterlich, Obergeschosse 1604 |
|           |         | Matthäuskirche                               | ev.-luth.              | Bergtheim                              | 1994              | |
|           |         | St. Ägidius                                  | röm.-kath.             | Bergtheim Dipbach                      | 1963 1609         | Chorturmkirche, Saalbau mit eingezogenem Chor und ehemaligem Chorturm mit Spitzhelm, im Kern von 1609, im Westen um neues Langhaus und Chorraum erweitert, 1963 |
|           |         | St. Lambertus                                | röm.-kath.             | Bergtheim Opferbaum                    | 1859 1614         | Saalbau mit eingezogenem Chor und nördlichem Chorturm mit Spitzhelm, Turm von 1614, Langhaus 1859 |
|           |         | St. Peter und Paul                           | röm.-kath.             | Bieberehren                            | 1850–52           | Saalbau mit eingezogenem Chor und Turmwestfassade mit Spitzhelm, bruchsteinsichtig, neugotisch, 1850 bis 1852; |
|           |         | Marienkapelle                                | röm.-kath.             | Bieberehren                            | 1741              | Saalbau mit Satteldach und Dachreiter mit Glockendach, 1741 |
|           |         | Kreuz Auffindung                             | röm.-kath.             | Bieberehren Buch                       | 19. Jh.           | Neugotischer Saalbau mit Satteldach und nördlichem Fassadenturm mit Spitzhelm, Mitte 19. Jahrhundert |
|           |         | St. Georg                                    | röm.-kath.             | Bieberehren Klingen                    | 1882              | Saalbau mit eingezogenem Chor und südlichem Dachreiter mit Spitzhelm, neugotisch, 1882 |
|           |         | St. Peter und Paul                           | röm.-kath.             | Bütthard                               | 1769–71 1594–96   | Saalbau mit eingezogenem Chor und östlichem Chorturm mit Spitzhelm, Turm 1594–96, Langhaus nach Plänen von Johann Philipp Geigel, 1769–1771, nach Westen verlängert unter Wiederherstellung der Westfassade, 1865 |
|           |         | St. Laurentius                               | röm.-kath.             | Bütthard                               | 1620              | Sogenannte Frauenkapelle, Saalbau mit eingezogenem Chor und Dachreiter mit Spitzhelm, um 1620 |
|           |         | St. Michael                                  | röm.-kath.             | Bütthard Gaurettersheim                | 1874              | Saalbau mit eingezogenem Chor und westlichem Turm mit Pyramidendach, neuromanisch, 1874 |
|           |         | St. Andreas und St. Jakobus                  | röm.-kath.             | Bütthard Gützingen                     | 17. Jh.           | Chorturmkirche, Saalbau mit eingezogenem Chor und östlichem Chorturm mit Zwiebelhaube, im Kern 17. Jahrhundert, 1792 verändert |
|           |         | St. Burkard und Bonifatius                   | röm.-kath.             | Bütthard Höttingen                     | 1706 1614         | Saalbau mit eingezogenem Chor, Dachreiter mit Glockendach, von 1614, nach Westen um reiche Westfassade mit Pilastergliederung und Volutengiebel verlängert, bezeichnet „1706“ |
|           |         | St. Erhard                                   | röm.-kath.             | Bütthard Oesfeld                       | 1811              | Saalbau mit eingezogenem Chor und Westturm mit Glockendach, klassizistisch, 1811 |
|           |         | St. Burkard                                  | röm.-kath.             | Bütthard Tiefenthal                    | 19. Jh.           | Schlichter Saalbau mit leicht eingezogenem Chor, sowie Dachreiter mit Pyramidendach, zweites Viertel 19. Jahrhundert |
|           |         | Stadtpfarrkirche St. Nikolaus                | röm.-kath.             | Eibelstadt                             | 1480–1525         | Dreischiffiger Hallenbau mit einschiffigem Chor, unter Beteiligung von Hans Bock, 1480–1525, Wölbung und Empore, von Jakob Bonalino, 1621–1624, der Westturm im Kern 13. Jahrhundert, der Turmhelm mit Welscher Haube rekonstruiert, 1962 |
|           |         | Heilig-Kreuz-Kapelle                         | röm.-kath.             | Eibelstadt                             | 1657–60           | Saalbau mit eingezogenem Chor und Querhaus, sowie Chorturm mit Glockendach, wohl nach Plänen von Anton Wolff, 1657–1660 |
|           |         | Evangelische Kirche                          | ev.-luth.              | Eisenheim Obereisenheim                | 1496              | Saalbau mit eingezogenem Chor und Chorflankenturm mit Spitzhelm, am Langhaus bezeichnet 1496 |
|           |         | Mariä Himmelfahrt                            | röm.-kath.             | Eisenheim Untereisenheim               | 1582 1752         | Saalbau mit eingezogenem Chor und südlichem Turm mit Welscher Haube, Turmunterbau frühes 15. Jahrhundert, Aufbau um 1582, Chor und Langhaus 1752 |
|           |         | St. Nikolaus                                 | röm.-kath.             | Eisingen                               | 1836–38           | neuromanischer Saalbau mit eingezogenem Chor und Chorflankenturm mit Pyramidendach, Turmuntergeschosse vom Vorgängerbau, von Johann Gottfried Gutensohn, 1836/38 |
|           |         | Philippuskirche                              | ev.-luth.              | Eisingen                               | 1997–98           | |
|           |         | St. Josef                                    | röm.-kath.             | Eisingen                               | 1986–88           | Kirche des St.-Josef-Stiftes |
|           |         | St. Andreas                                  | röm.-kath.             | Erlabrunn                              | 1655–57           | einheitlicher nachgotischer Saalbau mit eingezogenem Chor und Chorflankenturm mit Spitzhelm, 1655–57 |
|           |         | St. Mauritius Neue Pfarrkirche               | röm.-kath.             | Estenfeld                              | 1914–23           | Bruchsteinmauerwerk mit Sandsteinquadern, eingezogener Chor mit viergeschossigem Chorseitenturm und Sakristeianbau, umlaufend mit Streben besetzt, neugotisch, 1914–24 |
|           |         | St. Mauritius Alte Pfarrkirche               | röm.-kath.             | Estenfeld                              | 16. Jh.           | Turmunterbau romanisch, Turmaufbau 16. Jahrhundert, mit Streben besetzter, eingezogener Chor, Langhaus mit abgewalmtem Dach und Sakristeianbau 1614–15 |
|           |         | Markuskirche                                 | ev.-luth.              | Estenfeld                              | 1987              | |
|           |         | St. Georg                                    | röm.-kath.             | Estenfeld Mühlhausen                   | 1723              | Saalbau mit eingezogenem Chor und Sakristeianbau, Satteldach mit Dachreiter, 1723 |
|           |         | St. Gallus                                   | röm.-kath.             | Frickenhausen am Main                  | 1514–21           | vierjochige Hallenkirche mit Chorturm mit Spitzhelm, Turmuntergeschosse romanisch, Langhaus von Hans Bock, 1514–1521, Langhauswölbung, Chor und Turmoberbau 1605–16 |
|           |         | Hll. Schutzengel und St. Jakobus Major       | röm.-kath.             | Gaukönigshofen                         | 1724–30           | Saalbau mit eingezogenem Chor und Chorflankenturm; Pilastergliederung, 1724–30 nach Plänen Balthasar Neumanns |
|           |         | Nikolauskapelle                              | ev.-luth. (röm.-kath.) | Gaukönigshofen                         | 1613              | Saalbau mit Chorturm, 1613 wird heute von der evangelischen Gemeinde genutzt |
|           |         | St. Bartholomäus                             | röm.-kath.             | Gaukönigshofen Acholshausen            | 1947 16. Jh.      | nachgotische Anlage, spätes 16. Jahrhundert, Schiff 1750 verlängert, Wiederaufbau nach 1945 |
|           |         | St. Laurentius                               | röm.-kath.             | Gaukönigshofen Eichelsee               | 14.–18. Jh.       | Chorturmkirche, mittelalterlicher Kern, Veränderungen im 18. Jahrhundert |
|           |         | St. Matthäus                                 | röm.-kath.             | Gaukönigshofen Rittershausen           | 1783–85 (13. Jh.) | viergeschossiger Chorturm mit Spitzhelm an eingezogenem Chor 13. Jahrhundert, Langhaus mit Satteldach 1783–85 |
|           |         | Mariä Verkündigung                           | röm.-kath.             | Gaukönigshofen Wolkshausen             | 1616 (13. Jh.)    | Saalbau mit Satteldach, Sakristeianbau, Chorturm mit Spitzhelm, im Kern mittelalterlich, 1616 umgebaut, 1778 erweitert |
|           |         | St. Sebastian                                | röm.-kath.             | Gaukönigshofen Wolkshausen             | 1771–72           | Saalbau mit eingezogenem, dreiseitig geschlossenem Chor und Dachreiter, 1771–72 |
|           |         | St. Ägidius                                  | röm.-kath.             | Gelchsheim                             | 1972 1492         | Chorturm der alten Kirche, im Kern bezeichnet 1492, 1666 umgestaltet, in Langhausneubau von 1972 einbezogen |
|           |         | St. Johannes Nepomuk                         | röm.-kath.             | Gelchsheim                             | 1754–57           | Ehemalige Wallfahrtskirche zum Gegeißelten Heiland; barocker Saalbau mit eingezogenem Chor und westlichem Dachreiter mit Zwiebelhaube, von Franz Joseph Roth, 1754–57 |
|           |         | St. Vitus                                    | röm.-kath.             | Gelchsheim Oellingen                   | 1907 1624         | Saalbau mit eingezogenem Chor und Chorturm mit Spitzhelm, 1624, Langhaus 1907 erneuert |
|           |         | St. Laurentius                               | röm.-kath.             | Gelchsheim Osthausen                   | 1614              | Saalbau mit eingezogenem Chor und Chorturm mit Spitzhelm, im Kern um 1614, nach Kriegszerstörung neu aufgebaut |
|           |         | St. Nikolaus                                 | röm.-kath.             | Gerbrunn                               | 1958 1700 1219    | Saalbau mit östlichem Chorturm mit Welscher Haube, Turm von 1219, Langhaus um 1700, 1958 um ein Drittel zu Gunsten des Kirchenneubaus verkleinert Neue Kirche wurde direkt nebenan erbaut |
|           |         | Apostelkirche                                | ev.-luth.              | Gerbrunn                               | 1985              | |
|           |         | Evangelische Kirche                          | ev.-luth.              | Geroldshausen                          | 1590              | Satteldachbau mit Spitzhelmturm, 1590, moderner Sakristeianbau |
|           |         | St. Thomas Morus                             | röm.-kath.             | Geroldshausen                          | 1961              | |
|           |         | St. Nikolaus                                 | röm.-kath.             | Geroldshausen Moos                     | 1959 1600         | Untergeschosse des Turmes romanisch, Erhöhung mit Spitzhelm um 1600, Langhaus Neubau 1959 |
|           |         | Oswaldkirche                                 | ev.-luth.              | Giebelstadt                            | 16.–18. Jh.       | Saalbau mit Satteldach und dreiseitig geschlossenem Chor, fünfgeschossiger Westturm mit Glockenhaube, im Kern wohl 16. Jahrhundert, im 18. Jahrhundert verändert |
|           |         | St. Josef                                    | röm.-kath.             | Giebelstadt                            | 1951–53           | Staffelhalle mit Walmdach und Querhaus, Turm mit Pyramidendach, Muschelkalk, 1951–53, von Albert Boßlet und Erwin van Aaken |
|           |         | St. Georg und Walburga                       | röm.-kath.             | Giebelstadt Allersheim                 | 1618              | Saalbau mit Satteldach, eingezogener Chor mit 5/8-Schluss, Chorflankenturm mit Spitzhelm, 1618, Vorhalle und Sakristeianbau bezeichnet 1907 |
|           |         | St. Peter und Paul                           | röm.-kath.             | Giebelstadt Eßfeld                     | 1898 1614         | Chorseitenturm spätromanisch mit Obergeschoss von 1614, Langhaus mit Querschiff, eingezogenem Chor und Satteldach umlaufend mit Streben besetzt, Bruchstein, neugotisch, 1898 |
|           |         | St. Nikolaus                                 | röm.-kath.             | Giebelstadt Euerhausen                 | 1728              | freistehender, dreigeschossiger Turm mit Spitzhelm (ursprünglich Torturm der Kirchhofbefestigung) spätmittelalterlich, Langhaus mit Satteldach, eingezogenem Chor und Sakristeianbau 1728 |
|           |         | Evangelische Kirche                          | ev.-luth.              | Giebelstadt Herchsheim                 | 1613              | Saalbau mit Sakristeianbau und Satteldach, dreigeschossiger Chorturm, nachgotisch, 1613 |
|           |         | Mariä Unbefleckte Empfängnis                 | röm.-kath.             | Giebelstadt Ingolstadt in Unterfranken | 1751              | Saalbau mit Pilastergliederung und Satteldach, Sakristeianbau, dreigeschossiger Westturm mit Zwiebelhaube, 1751 unter Leitung Balthasar Neumanns |
|           |         | St. Cyriakus                                 | röm.-kath.             | Giebelstadt Sulzdorf                   | 1600              | Saalbau mit Satteldach, eingezogener Chor, dreigeschossiger Chorseitenturm mit Zwiebelhaube, um 1600, 1727 verändert |
|           |         | St. Bartholomäus                             | röm.-kath.             | Greußenheim                            | 1600–91           | Saalbau mit eingezogenem Chor und Chorseitenturm, Untergeschosse romanisch, Erhöhung um 1600, Langhaus mit Satteldach 1691, 1839 erweitert |
|           |         | St. Maternus                                 | röm.-kath.             | Güntersleben                           | 1902 1200–1400    | Dreischiffige Pseudobasilika mit eingezogenem Chor und südlichem Turm mit Spitzhelm, Turm im Kern romanisch, um 1200, Erhöhung, um 1602, Chor spätgotisch, um 1400, Langhaus unter Verwendung der spätgotischen Südwand erneuert, 1902 |
|           |         | St. Wolfgang                                 | röm.-kath.             | Hausen bei Würzburg                    | 1603              | Chorturmkirche, Saalbau mit eingezogenem Chor und östlichem Chorturm mit Spitzhelm, im Kern 1603, Langhaus Ende 18. Jahrhundert verändert, später nach Westen verlängert; |
|           |         | St. Albanus                                  | röm.-kath.             | Hausen Erbshausen-Sulzwiesen           | 1973              | Neubau, nach dem die alte Kirche zu klein wurde. Alte Kirche wurde profaniert, wird heute als Wohnhaus genutzt |
|           |         | Wallfahrtskirche Mariä Himmelfahrt           | röm.-kath.             | Hausen Fährbrück                       | 1683–97           | barocker Saalbau mit eingezogenem Chor und Chorflankenturm mit Welscher Haube, wohl von Antonio Petrini, 1683–97 |
|           |         | St. Ottilia                                  | röm.-kath.             | Hausen Rieden                          | 1593–1614         | Chorturmkirche, Turm von 1593, über spätromanischem Rumpf, Langhaus 1614, 1823 erweitert; Nach umfangreicher Umgestaltung wurde 2020 der neue Altar geweiht. |
|           |         | St. Martin                                   | röm.-kath.             | Helmstadt                              | 1966 1788         | Saalbau mit viergeschossigem Turm und dreiseitigem Chorabschluss, 1788, Langhaus neu von 1966 |
|           |         | St. Ägidius                                  | röm.-kath.             | Helmstadt Holzkirchhausen              | 1712–13           | Saalbau mit eingezogenem Chor und Sakristeianbau, Satteldach mit Giebelreiter, 1712/13 |
|           |         | St. Sixtus                                   | röm.-kath.             | Hettstadt                              | 1598–1661         | Saalbau mit eingezogenem Chor und Chorflankenturm mit Spitzhelm, Turm 1598, Langhaus 1661, nach Westen verlängert, 1728, mit Kirchenerweiterung durch Eugen Altenhöfer, 1933 |
|           |         | Mariä Geburt                                 | röm.-kath.             | Höchberg                               | 1500              | dreischiffige Hallenkirche mit eingezogenem Chorflankenturm mit Welscher Haube, Turm und Chor um 1500, barockes Langhaus erneuert, 1907–08 |
|           |         | St. Matthäus                                 | ev.-luth.              | Höchberg                               | 1721              | Ehemalige Synagoge, seit 1951 evangelische Kirche tonnengewölbter Massivbau mit Halbwalmdach, Dachreiter sowie geohrten Fensterrahmungen, 1721 |
|           |         | St. Norbert                                  | röm.-kath.             | Höchberg                               | 1980–81           | |
|           |         | St. Michael                                  | röm.-kath.             | Holzkirchen                            | 1707              | Saalbau mit Pilastergliederung, eingezogenem Chor und Dachreiter, Sakristeianbau, 1707ff. von F. Anton Payer unter Mitwirkung von Joseph Greissing |
|           |         | St. Sixtus                                   | röm.-kath.             | Holzkirchen                            | 1728–30           | Klosterkirche der ehem. Benediktinerpropstei Oktogon mit (1988 rekonstruierter) Kuppel und Laterne, 1728–30 von Balthasar Neumann |
|           |         | St. Johannes der Täufer                      | röm.-kath.             | Holzkirchen Wüstenzell                 | 1689–90           | Saalbau mit eingezogenem Chor und Sakristeianbau, Satteldach mit Dachreiter, 1689–90 |
|           |         | St. Michael Alte Kirche                      | röm.-kath.             | Kirchheim                              | 1701 (13. Jh.)    | Saalbau mit eingezogenem Chor und Chorturm mit Spitzhelm, Turm im Kern 13. Jahrhundert, Chor und Langhaus 1701, mit nördlichem Erweiterungsanbau (neue Kirche) |
|           |         | St. Michael Neue Kirche                      | röm.-kath.             | Kirchheim                              | 1964–66           | an Alte Kirche gebauten Erweiterungsanbau auf quadratischem Grundriss mit exzentrischem Faltdach mit Lichtfries, Taufkrypta mit korbbogigem Grundriss, von Walter Schilling, 1964–1966 |
|           |         | St. Stephan und Anna                         | röm.-kath.             | Kirchheim Gaubüttelbrunn               | 1761              | Saalbau mit eingezogenem Chor und Chorflankenturm mit Spitzhelm, Turm und Chor im Kern gotisch, Langhaus 1761 umgestaltet, mit modernen Anbauten |
|           |         | St. Bartholomäus                             | röm.-kath.             | Kist                                   | 1872              | Ehemals Saalbau, seit 1982 Basilika mit eingezogenem Chor und nördlichem Fassadenturm mit Spitzhelm, neoromanisch, 1872 |
|           |         | St. Martin                                   | röm.-kath.             | Kleinrinderfeld                        | 1768 1972         | Saalbau mit eingezogenem Chor und Sakristeianbau, dreigeschossiger Fassadenturm, 1768, 1972 erweitert |
|           |         | St. Michael                                  | röm.-kath.             | Kürnach                                | 1723–24           | Saalbau mit eingezogenem Chor, Saalbau von 1723/24, Chorerweiterung und Turm mit Welscher Haube, 1923 |
|           |         | Allerheiligenkirche                          | röm.-kath.             | Leinach Unterleinach                   | 1419              | Alte Pfarrkirche, seit 1975 nicht mehr genutzt Saalbau mit eingezogenem Chor und Chorturm mit Spitzhelm, Turm im Kern 1419, sonst frühes 17. Jahrhundert |
|           |         | Communio Sanctorum                           | röm.-kath.             | Leinach Unterleinach                   | 1975–76           | Neue Pfarrkirche |
|           |         | Petruskapelle                                | ev.-luth.              | Leinach Unterleinach                   | 1661              | ursprünglich kath. Friedhofskapelle, nun evangelisch rechteckiger Saalbau mit geradem Chorschluss und Dachreiter mit Spitzhelm, 1661 |
|           |         | St. Laurentius                               | röm.-kath.             | Leinach Oberleinach                    | 12. Jh.           | Saalbau mit eingezogenem Chor und Dachreiter mit Spitzhelm, Langhaus romanisch, 1. Viertel 12. Jahrhundert, 1608 erhöht, 1734 nach Westen verlängert |
|           |         | St. Johannes der Täufer                      | röm.-kath.             | Margetshöchheim                        | 14. Jh. 1953      | Östlicher Fassadenturm mit Spitzhelm und daran anschließendem Langhaus, beide im Kern frühgotisch, gestaltgebender Umbau um 1609 im Juliusstil, mit westlich angefügtem Zentralbau, 1953 |
|           |         | St. Georg                                    | röm.-kath.             | Neubrunn                               | 1712–17 (14. Jh.) | Turm im Unterbau 14. Jahrhundert, darüber mit Spitzhelm 1580, Langhaus, Saalbau mit Satteldach und eingezogenem Rundchor 1712–17, 1909–10 erweitert |
|           |         | Mariä Himmelfahrt                            | röm.-kath.             | Neubrunn Böttigheim                    | 1701–04           | Langhaus mit Satteldach und eingezogener Chor 1701–04 von Christian Hermann, dreigeschossiger Turm mit oktogonalem Aufsatz und welscher Haube, Sakristeianbau, Vorhalle mit Kruzifix |
|           |         | St. Peter und Paul                           | röm.-kath.             | Oberpleichfeld                         | 1934–35 (13. Jh.) | Saalbau mit eingezogenem Chor und Chorflankenturm mit Spitzhelm, Turm frühes 13. Jahrhundert, Langhaus 1934/35 erneuert, mit Inschrift von 1612 und Portal von 1856 |
|           |         | Stadtpfarrkirche St. Andreas                 | röm.-kath.             | Ochsenfurt                             | 13./14. Jh.       | dreischiffige spätgotische Hallenkirche mit einschiffigem Chor, 2. Hälfte 14. Jahrhundert, sechsgeschossiger Turm mit Spitzhelm an Nordseite des Chores, im Kern 13. Jahrhundert, Anbauten 17./18. Jahrhundert |
|           |         | Christuskirche                               | ev.-luth.              | Ochsenfurt                             | 1899–1901         | Saalbau mit eingezogenem Chor und westlichem Turm mit Spitzhelm, neugotisch, 1899–1901 |
|           |         | Kreuzkirche                                  | röm.-kath.             | Ochsenfurt                             | 1499–1616         | Ehem. Spitalkirche Saalbau mit eingezogenem Chor und nordöstlichem Chorflankenturm mit Spitzhelm, Chor um 1499, Turm und Gewölbe 1616, Westfassade im 18. Jahrhundert verändert |
|           |         | St. Michael                                  | röm.-kath.             | Ochsenfurt                             | 1444–92           | Ehem. Friedhofskapelle zweigeschossiger, spätgotischer Saalbau mit nicht ausgeschiedenem Chor und Freitreppe, bezeichnet 1444, Einwölbung bezeichnet 1492 |
|           |         | Kapuzinerklosterkirche Beatae Maria Virgines | röm.-kath.             | Ochsenfurt                             | 1663–37           | jetzt Hauskapelle des benachbarten Altenheimes, Saalbau mit eingezogenem, rechteckigem Chor und Dachreiter, 1663–67 |
|           |         | Wallfahrtskapelle St. Wolfgang               | röm.-kath.             | Ochsenfurt                             | 1463              | Saalbau mit eingezogenem Chor und Chorflankenturm mit Welscher Haube, letztere von 1738, bezeichnet 1463 |
|           |         | St. Burkhard                                 | röm.-kath.             | Ochsenfurt                             | 1965–68           | |
|           |         | St. Thekla                                   | röm.-kath.             | Ochsenfurt                             | 1963–64           | |
|           |         | St. Laurentius                               | röm.-kath.             | Ochsenfurt Darstadt                    | 1597              | Saalbau mit eingezogenem Chor und Dachreiter mit Spitzhelm, 1597 |
|           |         | St. Johannes                                 | ev.-luth. röm.-kath.   | Ochsenfurt Erlach                      | 14. Jh.           | ab 1593 evang.-luth. Pfarrkirche, dann ab 1697 Simultankirche, heute nur noch von der evangelische Gemeinde genutzt; Saalbau mit eingezogenem quadratischen Chor und Chorturm mit Glockendach, im Kern wohl 14. Jahrhundert, verändert im 16. und 18. Jahrhundert |
|           |         | Maria Immaculata                             | röm.-kath.             | Ochsenfurt Erlach                      | 12.–13. Jh.       | Ehem. Schlosskapelle ist heute katholische Pfarrkirche, Bergfried dient als Glockenturm Anlage im Kern 12./13. Jahrhundert, Schloss nach teilweiser Zerstörung im Bauernkrieg um 1545 wiederhergestellt |
|           |         | St. Johannes der Täufer                      | röm.-kath.             | Ochsenfurt Goßmannsdorf                | 1796 (15. Jh.)    | Saalbau mit eingezogenem Chor und Ostturm mit Welscher Haube, im Kern mittelalterlich, Turm im Kern nachgotisch, Turmobergeschosse, frühes 17. Jahrhundert, Chor und Langhaus erneuert, 1796 |
|           |         | St. Johannes der Täufer                      | röm.-kath.             | Ochsenfurt Hohestadt                   | 1672–1771         | Saalbau mit eingezogenem Chor Langhaus mit eingezogenem Chor und Dachreiter mit Zwiebelhaube sowie Sonnenuhr, 1672, Langhausumbau, 1771 |
|           |         | St. Peter und Paul                           | röm.-kath.             | Ochsenfurt Hopferstadt                 | 1522 1861–64      | Saalbau mit eingezogenem, spätgotisch gewölbtem Chor und südlichem Chorflankenturm mit Spitzhelm, 1. Hälfte 16. Jahrhundert, Turm bezeichnet 1522, Langhauserweiterung, 1861 und 1864 |
|           |         | Maria Schnee                                 | röm.-kath.             | Ochsenfurt Kleinochsenfurt             | 12. Jh. 1615      | Saalbau mit nicht eingezogenem Chor und Turm mit Spitzhelm, Langhaus und Turmuntergeschoss im Kern spätes 12. Jahrhundert, Chor, Turmaufbau und Sakristei nachgotisch um 1615 |
|           |         | St. Georg                                    | röm.-kath.             | Ochsenfurt Tückelhausen                | 1613–16 (12. Jh.) | ehemalige Klosterkirche der Prämonstratenser einschiffige Anlage mit Querhaus und gerade geschlossenem Chor, im Kern 2. Hälfte 12. Jahrhundert, um 1350 Umbau, dabei Abtrennung des Querhauses und dessen Umnutzung als Kapitelsaal, Bibliothek und Kapelle, weitreichende Erneuerung und Überformung unter Bischof Julius Echter, 1613–16 |
|           |         | St. Blasius                                  | röm.-kath.             | Ochsenfurt Zeubelried                  | 13.–14. Jh.       | Saalbau mit eingezogenem Chor und Chorturm mit Spitzhelm, mit Holzfigur des Kirchenpatrons über dem Nordportal, diese wohl Mitte 14. Jahrhundert, erbaut Ende 13. Jahrhundert, Langhaus im 18. Jahrhundert verändert |
|           |         | St. Bartholomäus                             | röm.-kath.             | Prosselsheim                           | 1614              | Saalbau mit eingezogenem Chor und Chorflankenturm mit Spitzhelm, um 1614, mit späteren Veränderungen |
|           |         | Allerheiligen                                | röm.-kath.             | Prosselsheim Püssensheim               | 1600              | Saalbau mit eingezogenem Chor, nachgotisch, um 1600, 1864 erweitert, Chorturm mit Pyramidendach erneuert |
|           |         | St. Kilian                                   | röm.-kath.             | Prosselsheim Seligenstadt              | 1600              | Saalbau mit eingezogenem Chor und Chorturm mit Spitzhelm, nachgotisch, um 1600 |
|           |         | St. Stephanus                                | röm.-kath.             | Randersacker                           | 1605 13. Jh.      | Basilikales Langhaus mit eingezogenem Chor und Chorflankenturm mit Spitzhelm, Turm und Kern des Langhauses spätromanisch, 13. Jahrhundert, Chorerhöhung, um 1578, Langhausumbau, 1605 |
|           |         | Sebastianskirche                             | ev.-luth.              | Randersacker Lindelbach                | 13.–15. Jh.       | Saalbau mit eingezogenem Chor und östlichem Turm mit Spitzhelm zwischen Langhaus und Chor, Turm wohl 13. Jahrhundert, Chor wohl spätes 15. Jahrhundert, im Kern gotische Anlage, im 17. Jahrhundert verändert |
|           |         | Evangelische Kirche                          | ev.-luth.              | Reichenberg                            | 1733              | kleiner Saalbau mit Satteldach und Kuppeldachreiter, bezeichnet 1733 |
|           |         | Erscheinung des Herrn                        | röm.-kath.             | Reichenberg                            | 1970–72           | |
|           |         | Evangelische Kirche                          | ev.-luth.              | Reichenberg Albertshausen              | 17.–18. Jh.       | einfacher Saalbau mit Dachreiter und Zwiebelhaube, 17./18. Jahrhundert |
|           |         | Evangelische Kirche                          | ev.-luth.              | Reichenberg Fuchsstadt                 | 1891              | Saalbau mit eingezogenem Chor und westlichem Turm mit Spitzhelm, neuromanisch, 1891 |
|           |         | Evangelische Kirche                          | ev.-luth.              | Reichenberg Lindflur                   | 1596              | Chorturmkirche mit Spitzhelm, rechteckiger Saalbau mit Satteldach, Turm im Kern mittelalterlich, Turmerhöhung und Anbau des Langhauses, 1596 |
|           |         | Evangelische Kirche                          | ev.-luth.              | Reichenberg Uengershausen              | 1602              | rechteckiger Saalbau mit Satteldach und Chorturm mit Glockendach, bezeichnet 1602, später verändert |
|           |         | St. Andreas                                  | ev.-luth.              | Remlingen                              | 1710–68           | Viergeschossiger Chorturm im Unterbau und Sakristeianbau mittelalterlich, darüber nach 1710 und 1768, Langhaus mit Satteldach nach 1710, Treppenrundturm |
|           |         | St. Paulus                                   | röm.-kath.             | Remlingen                              | 1965              | |
|           |         | St. Laurentius                               | röm.-kath.             | Riedenheim                             | 1839              | Saalbau mit eingezogenem Chor, Chorturm mit Spitzhelm sowie Satteldach, neuromanisch, 1839 |
|           |         | St. Michael                                  | röm.-kath.             | Riedenheim                             | 1618 (13. Jh.)    | ehemals Benefizium der Herren von Schönstheim, jetzt Friedhofskapelle; romanischer Saalbau mit eingezogenem Chor, Satteldach und Dachreiter, Bruchsteinmauerwerksbau, im Kern 13. Jahrhundert, 1618 aufgestockt und überformt |
|           |         | St. Laurentius                               | röm.-kath.             | Riedenheim Stalldorf                   | 1617              | Saalbau mit eingezogenem Chor und Chorturm mit Spitzhelm, im Juliusstil, 1617, verändert im 18. Jahrhundert |
|           |         | St. Peter und Paul                           | röm.-kath.             | Rimpar                                 | 1849–50 (13. Jh.) | Saalbau mit eingezogenem Chor und nordöstlichem Turm mit Spitzhelm, Turmuntergeschosse 13. Jahrhundert, Turmoberbau frühes 17. Jahrhundert, Langhaus und Chor, neugotisch, 1849–50 |
|           |         | Bekenntniskirche                             | ev.-luth.              | Rimpar                                 | 1984–85           | |
|           |         | St. Cyriakus                                 | röm.-kath.             | Rimpar Gramschatz                      | 1731 15. Jh.      | Saalbau mit eingezogenem Chor und Chorturm mit Spitzhelm, Turmuntergeschosse, 15. Jahrhundert, Langhaus und Turmobergeschoss, 1731 |
|           |         | St. Afra                                     | röm.-kath.             | Rimpar Maidbronn                       | 13. Jh.           | Zisterzienserinnenklosterkirche, Saalbau mit geradem Chorschluss, vom ursprünglichen Bau des 13. Jahrhunderts der Ostteil mit Laienkirche und Chor erhalten, Westturm mit Pyramidendach erneuert, frühes 19. Jahrhundert |
|           |         | St. Vitus                                    | röm.-kath.             | Rottendorf                             | 1613              | Saalbau mit eingezogenem Chor und westlichem Fassadenturm mit Spitzhelm, im Kern mittelalterlich, Umbau 1613, Langhauserweiterung 1860 |
|           |         | Friedenskirche                               | ev.-luth.              | Rottendorf                             | 1964–65           | |
|           |         | St. Cosmas und Damian                        | röm.-kath.             | Rottendorf Rothof                      | 1954–58           | Saalbau mit leicht eingezogenem Chor und östlichem Turm mit Pultdach, Hausteinmauerwerk, 1954–58 |
|           |         | Stadtpfarrkirche St. Kilian                  | röm.-kath.             | Röttingen                              | 13.–15. Jh.       | Saalbau mit eingezogenem Chor und östlichem Chorturm mit Spitzhelm, im Kern spätromanisch, Mitte 13. Jahrhundert, Choranbauten 14. und 15. Jahrhundert, Umgestaltung 1606–1614 |
|           |         | Spitalkirche St. Peter und Paul              | ev.-luth.              | Röttingen                              | 1613–15           | Saalbau mit eingezogenem Chor und Dachreiter mit Spitzhelm, Juliusstil, 1613–1615 |
|           |         | St. Georg                                    | röm.-kath.             | Röttingen                              | 1588–95           | Friedhofskapelle; Saalbau, rechteckiger Massivbau mit Satteldach und Dachreiter, 1588–1595 |
|           |         | St. Johannes der Täufer                      | röm.-kath.             | Röttingen Aufstetten                   | 1741              | Saal mit eingezogenem Chor, 1741; 1932 Anbau des Chorflankenturmes |
|           |         | St. Johannes Nepomuk                         | röm.-kath.             | Röttingen Strüth                       | 1742              | Saalbau mit eingezogenem Chor, Walmdach und Dachreiter mit Glockendach, barock, 1742 |
|           |         | St. Bartholomäus                             | ev.-luth.              | Sommerhausen                           | 1740 13. Jh.      | Saalbau mit eingezogenem Chor und Chorturm mit Welscher Haube, Tum im Kern spätes 13. Jahrhundert, Turmobergeschosse 1596, Langhaus nach Einsturz 1739 erneuert, 1740 |
|           |         | St. Maria                                    | röm.-kath.             | Sommerhausen                           | 1819              | Ehemalige Synagoge, seit 1953 kath. Filialkirche Verputzter Massivbau mit Walmdach und rundbogigen Fenstern, mit östlichem, zweigeschossigem Wohnteil, 1819 |
|           |         | St. Johannes der Täufer                      | röm.-kath.             | Sonderhofen                            | 1757–70           | Saalbau mit eingezogenem Chor und Chorflankenturm mit Welscher Haube, Langhaus mit aufwendiger Rokokofassade neu errichtet nach Plänen von Johann Michael Fischer, unter Verwendung des alten Langhauses als Chor, 1757–70, 1779 Einsturz des Turmes und Beschädigung des Chores, danach Chorwiederaufbau, Turmneubau, 1841–42 |
|           |         | St. Andreas                                  | röm.-kath.             | Sonderhofen Bolzhausen                 | 1614–1730         | Wallfahrtskirche, Saalbau mit eingezogenem Chor und Chorturm mit Spitzhelm, Tum im Kern mittelalterlich, Chor von 1614, Langhaus von 1730 |
|           |         | St. Peter und Paul                           | röm.-kath.             | Sonderhofen Sächsenheim                | 1741              | Saalbau mit eingezogenem Chor und Dachreiter mit Glockendach, 1741 |
|           |         | St. Vitus                                    | röm.-kath.             | Tauberrettersheim                      | 1862 1600         | Saalbau mit eingezogenem Chor und südlichem Chorturm mit Zwiebelhaube, Turm wohl um 1600, Langhaus neugotisch, 1862 |
|           |         | St. Johannes der Täufer                      | röm.-kath.             | Theilheim                              | 13. Jh. 1737      | Saalbau mit östlichem Chorturm und Spitzhelm, Turm Mitte 13. Jahrhundert, Langhaus wahrscheinlich romanisch, 1737 verlängert, Mitte 19. Jahrhundert nach Norden um ein Seitenschiff erweitert |
|           |         | St. Michael                                  | röm.-kath.             | Thüngersheim                           | 1593–1603 1979–80 | Saalbau mit westlichem, eingezogenem Chor und östlicher Turmfassade mit Spitzhelm, Turmuntergeschosse 13. Jahrhundert, Turmobergeschosse und Langhaus 1593–1603, Westchor 1696, mit moderner Querschifferweiterung, 1979–80 |
|           |         | St. Bartholomäus                             | ev.-luth.              | Uettingen                              |                   | Saalbau mit eingezogenem Chor und Chorturm mit Welscher Haube, Turm im Untergeschoss spätromanisch, sonst 1749, Langhaus 1754 |
|           |         | Zur Verklärung Christi                       | röm.-kath.             | Uettingen                              | 1967              | zentralisierender Kirchenraum auf diagonal angeordnetem quadratischen Grundriss mit hohem Pyramidendach, Campanile auf T-förmigem Grundriss, von Hans Schädel und Friedrich Ebert unter Mitarbeit von Walter Väth, 1967 |
|           |         | St. Laurentius                               | röm.-kath.             | Unterpleichfeld                        | 1797–1804         | Saalbau mit eingezogenem Chor und südlichem Chorflankenturm mit Zwiebelhaube, Turmunterbau 1611, übriger Bau 1797–1804 |
|           |         | St. Martin                                   | röm.-kath.             | Unterpleichfeld Burggrumbach           | 1602–13 1976–77   | ehemals Chorturmkirche, Saalbau mit eingezogenem Chor und Chorturm mit Spitzhelm, wohl 1602–08, bezeichnet 1613, im Norden durch modernen Langhausanbau erweitert, 1976/77 |
|           |         | St. Vitus                                    | röm.-kath.             | Unterpleichfeld Hilpertshausen         | 1719–21           | Saalbau mit eingezogenem Chor und östlichem Dachreiter mit Glockendach, 1719–21 |
|           |         | St. Nikolaus                                 | röm.-kath.             | Unterpleichfeld Rupprechtshausen       | 1675              | Saalbau mit eingezogenem Chor und östlichem Dachreiter mit Spitzhelm, 1675, später nach Westen verlängert, 1867 |
|           |         | St. Vitus                                    | röm.-kath.             | Veitshöchheim                          | 1690–92 13. Jh.   | Saalbau mit eingezogenem Chor und westlichem Turm mit Spitzhelm, Turm 1. Hälfte 13. Jahrhundert, Langhaus 1690–1692 erneuert |
|           |         | Christuskirche                               | ev.-luth.              | Veitshöchheim                          | 1963              | |
|           |         | Hlgst. Dreifaltigkeit                        | röm.-kath.             | Veitshöchheim                          | 1966              | Kuratiekirche in der Gartenstadt |
|           |         | St. Markus                                   | röm.-kath.             | Veitshöchheim Gadheim                  | 1467              | Saalbau mit leicht eingezogenem Chor, dieser mit Walmbedachung, und Dachreiter, im Kern 1467, im 18. Jahrhundert verändert |
|           |         | St. Norbert                                  | röm.-kath.             | Waldbrunn                              | 1889              | neugotischer Saalbau mit eingezogenem Chor und Chorflankenturm mit Spitzhelm, 1889 |
|           |         | St. Bartholomäus                             | röm.-kath.             | Waldbüttelbrunn                        | 1929              | Neuromanisch, mit zwei wuchtigen Fassadentürmen |
|           |         | St. Bartholomäus Alte Kirche                 | röm.-kath.             | Waldbüttelbrunn                        | 18. Jh.           | jetzt Gemeindesaal, Saalbau mit Chorturm und Spitzhelm, Turm spätgotisch, 1602 erhöht, Chor und Langhaus 18. Jahrhundert, im 19. Jahrhundert nach Westen erweitert |
|           |         | St. Kilian                                   | röm.-kath.             | Waldbüttelbrunn Mädelhofen             | 1928              | Saalbau mit eingezogenem Chor und nördlichem Dachreiter mit Zwiebelhaube, 1928 |
|           |         | St. Josef                                    | röm.-kath.             | Waldbüttelbrunn Roßbrunn               | 1868              | Saalbau mit eingezogenem Chor und Fassadenturm mit Spitzhelm, neugotisch, 1868 |
|           |         | St. Nikolaus                                 | ev.-luth.              | Winterhausen                           | 1497              | Saalbau mit eingezogenem Chor und Chorturm mit Glockendach, Turmunterbau romanisch, 1. Hälfte 13. Jahrhundert, Aufbau von 1573, Langhaus spätgotisch, 1497 |
|           |         | St. Laurentius                               | röm.-kath.             | Zell am Main                           | 1928              | dreischiffige Basilika mit eingezogenem Chor und Chorflankenturm, von Architekt Hofmann (Würzburg), 1928 |
|           |         | Versöhnungskirche                            | ev.-luth.              | Zell am Main                           | 13. Jh.           | Ehem. Klosterkirche des 1. Hälfte des 13. Jahrhunderts gegründeten und 1803 säkularisierten Prämonstratenserinnenklosters, jetzt evang.-luth. Pfarrkirche, sogenannte Versöhnungskirche, Ruine mit eingefügtem Neubau, Saalbau mit eingezogenem Chor und südlichem, fünfgeschossigen Turm mit Pyramidendach, die unteren Geschosse Mitte 13. Jahrhundert, Langhaus und Chor in nachgotischen Formen erneuert, von Lazaro Augustino, 1609–11, im Zweiten Weltkrieg stark zerstört |
|           |         | Klosterkirche St. Michael                    | röm.-kath.             | Zell am Main Oberzell                  | 12. Jh. 1696      | Klosterkirche der Franziskanerinnen dreischiffige Säulenbasilika mit Ostquerschiff und zwei Chortürmen mit Welschen Hauben sowie Westvorhalle, im Kern 2. Hälfte 12. Jahrhundert, Einwölbung 1. Hälfte 17. Jahrhundert, Fassade im römischen Barock 1696, Chor und Chortürme nach Abbruch (1838) 1901 wiedererrichtet |